# Primer Ministre de Letònia
El Primer Ministre de Letònia és el cap de govern de la República de Letònia i presideix el consell de ministres. És nomenat pel President de Letònia, encara que ha d'obtenir un suport majoritari al Saeima, el parlament letó, per al seu nomenament. El càrrec ha estat vigent des de la primera independència de Letònia el 1918, fins a la seva incorporació a l'URSS el 1940, i des de la segona independència de Letònia en 1990 fins a l'actualitat. Des de 1990 fins al 6 de juliol de 1993 la denominació del càrrec va ser President del Consell de Ministres encara que es considera que és el mateix càrrec i, per tant, els seus ocupants s'inclouen en la relació de primers ministres letons.

## Primers Ministres des de 1918 fins a 1940
|   | Nom                                     | Inici de mandat        | Fin de mandat          | Partit polític                                                                             |
| 1 | Kārlis Ulmanis, primer mandat           | 19 de novembre de 1918 | 18 de juny de 1921     | Unió d'Agricultors Letons                                                                  |
| 2 | Zigfrīds Anna Meierovics, primer mandat | 19 de juny de 1921     | 26 de gener de 1923    | Unió d'Agricultors Letons                                                                  |
| 3 | Jānis Pauļuks                           | 27 de gener de 1923    | 27 de juny de 1923     | Unió d'Agricultors Letons                                                                  |
|   | Zigfrīds Anna Meierovics, segon mandat  | 28 de juny de 1923     | 26 de gener de 1924    | Unió d'Agricultors Letons                                                                  |
| 4 | Voldemārs Zāmuēls                       | 27 de gener de 1924    | 18 de desembre de 1924 | Partit del Centre Democràtic (Demokrātiskā centra partija)                                 |
| 5 | Hugo Celmiņš, primer mandat             | 19 de desembre de 1924 | 23 de desembre de 1925 | Unió d'Agricultors Letons                                                                  |
|   | Kārlis Ulmanis, segon mandat            | 24 de desembre de 1925 | 6 de maig de 1926      | Unió d'Agricultors Letons                                                                  |
| 6 | Arturs Alberings                        | 7 de maig de 1926      | 18 de desembre de 1926 | Unió d'Agricultors Letons                                                                  |
| 7 | Marģers Skujenieks, primer mandat       | 19 de desembre de 1926 | 23 de gener de 1928    | Partit Socialdemòcrata Obrer Letó                                                          |
| 8 | Pēteris Juraševskis                     | 24 de gener de 1928    | 30 de novembre de 1928 | Partit del Centre Democràtic (Demokrātiskā centra partija)                                 |
|   | Hugo Celmiņš, segon mandat              | 1 de desembre de 1928  | 26 de març de 1931     | Unió d'Agricultors Letons                                                                  |
|   | Kārlis Ulmanis, tercer mandat           | 27 de març de 1931     | 5 de desembre de 1931  | Unió d'Agricultors Letons                                                                  |
|   | Marģers Skujenieks, segon mandat        | 6 de desembre de 1931  | 23 de març de 1933     | Partit Socialdemòcrata Obrer Letó                                                          |
| 9 | Ādolfs Bļodnieks                        | 24 de març de 1933     | 16 de març de 1934     | Nou Partit dels Agricultors (Jaunsaimnieku Partija)                                        |
|   | Kārlis Ulmanis, quart mandat            | 17 de març de 1934     | 20 de juny de 1940     | Unió d'Agricultors Letons (fins al 15 de maig de 1934. Cap després del 15 de maig de 1934) |

## Primers Ministres des de 1990 fins ara
| # | #  | Nom | Nom                                    | Inici de mandat        | Final de mandat        | Partit polític                                |
|   | 1  |     | Ivars Godmanis, primer mandat          | 7 de maig de 1990      | 3 d'agost de 1993      | Latvijas Tautas Fronte                        |
|   | 2  |     | Valdis Birkavs                         | 3 d'agost de 1993      | 15 de setembre de 1994 | Latvijas Ceļš                                 |
|   | 3  |     | Māris Gailis                           | 15 de setembre de 1994 | 21 de desembre de 1995 | Latvijas Ceļš                                 |
|   | 4  |     | Andris Šķēle, primer i segon mandat    | 21 de desembre de 1995 | 7 d'agost de 1997      | independent                                   |
|   | 5  |     | Guntars Krasts                         | 7 d'agost de 1997      | 26 de novembre de 1998 | Tēvzemei un Brīvībai/LNNK                     |
|   | 6  |     | Vilis Krištopans                       | 26 de novembre de 1998 | 16 de juliol de 1999   | Latvijas Ceļš                                 |
|   |    |     | Andris Šķēle, tercer mandat            | 16 de juliol de 1999   | 5 de maig de 2000      | Tautas partija                                |
|   | 7  |     | Andris Bērziņš                         | 5 de maig de 2000      | 7 de novembre de 2002  | Latvijas Ceļš                                 |
|   | 8  |     | Einars Repše                           | 7 de novembre de 2002  | 9 de març de 2004      | Jaunais laiks - JL                            |
|   | 9  |     | Indulis Emsis                          | 9 de març de 2004      | 2 de desembre de 2004  | Latvijas Zaļā partija                         |
|   | 10 |     | Aigars Kalvītis, primer i segon mandat | 2 de desembre de 2004  | 20 de desembre de 2007 | Tautas partija                                |
|   | 11 |     | Ivars Godmanis, segon mandat           | 20 de desembre de 2007 | 12 de març de 2009     | Latvijas Pirmā partija/Latvijas Ceļš - LPP/LC |
|   | 12 |     | Valdis Dombrovskis                     | 12 de març de 2009     | 22 de gener de 2014    | Jaunais laiks - JL/Jaunā Vienotība            |
|   | 13 |     | Laimdota Straujuma                     | 22 de gener de 2014    | 11 de febrer de 2016   | Jaunā Vienotība                               |
|   | 14 |     | Māris Kučinskis                        | 11 de febrer de 2016   | 23 de gener de 2019    | Liepājas Partija                              |
|   | 15 |     | Krišjānis Kariņš                       | 23 de gener de 2019    | 15 de setembre de 2023 | Jaunā Vienotība                               |
|   | 16 |     | Evika Siliņa                           | 15 de setembre de 2023 | actualitat             | Jaunā Vienotība                               |